# Iseltwald
Iseltwald (toponimo tedesco) è un comune svizzero di 441 abitanti del Canton Berna, nella regione dell'Oberland (circondario di Interlaken-Oberhasli).

## Geografia fisica
Iseltwald si affaccia sul Lago di Brienz ed è sormontato dal monte Faulhorn.

## Monumenti e luoghi d'interesse

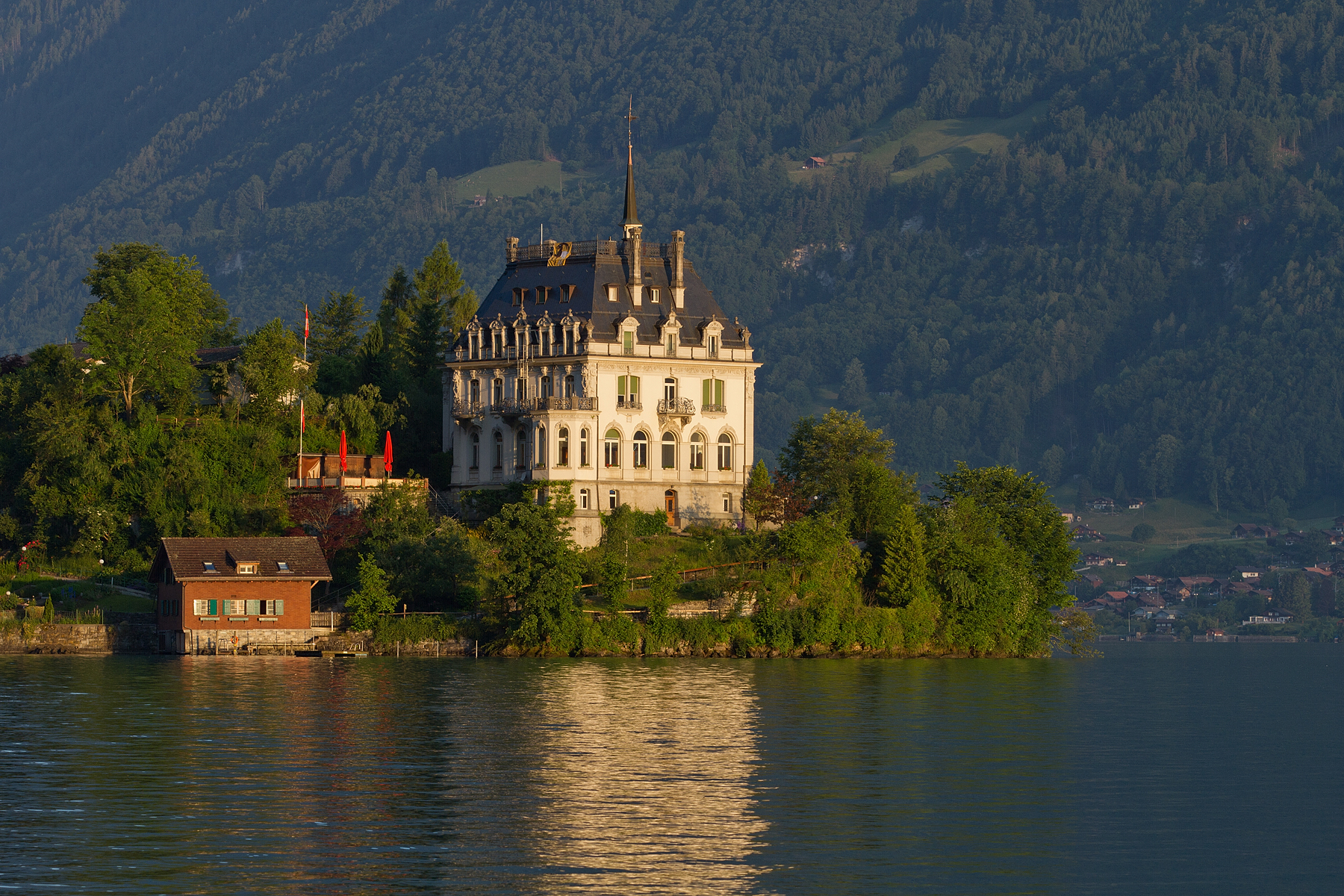
Il castello di Seeburg

- Chiesa riformata, eretta nel 1939[1];
- Castello di Seeburg, eretto nel Medioevo[1].

## Società

### Evoluzione demografica
L'evoluzione demografica è riportata nella seguente tabella:
Abitanti censiti

## Amministrazione
Ogni famiglia originaria del luogo fa parte del cosiddetto comune patriziale e ha la responsabilità della manutenzione di ogni bene ricadente all'interno dei confini del comune.